# Leptopyrgota juniae
Leptopyrgota juniae är en tvåvingeart som beskrevs av Georges Bernardi 1992. Leptopyrgota juniae ingår i släktet Leptopyrgota och familjen Pyrgotidae. Inga underarter finns listade i Catalogue of Life.